# Місти
Мі́сти (грец. μυστικός, англ. mystai) — втаємничені учасники містерій.
Введення в місти складалося з кількох ступенів, а втаємничені поділялися на розряди. Місти давали присягу зберігати в таємниці все, що відбувалося під час містерій (молитви, богослужіння, таємні ймення богів тощо).